# Vejdovskyella intermedia
Vejdovskyella intermedia är en ringmaskart som först beskrevs av Bretscher 1896. Enligt Catalogue of Life ingår Vejdovskyella intermedia i släktet Vejdovskyella och familjen glattmaskar, men enligt Dyntaxa är tillhörigheten istället släktet Vejdovskyella och familjen Naididae. Arten är reproducerande i Sverige. Inga underarter finns listade i Catalogue of Life.